# 機動戦士ガンダムSEED FRAME ASTRAYS
『機動戦士ガンダムSEED FRAME ASTRAYS』（きどうせんしガンダムシード フレイムアストレイズ）は、シナリオ：千葉智宏、作画：ときた洸一によるフォトストーリーと漫画作品。『電撃ホビーマガジン』（アスキー・メディアワークス）で連載された『機動戦士ガンダムSEED ASTRAYシリーズ』の第5作。

## 概要
『機動戦士ガンダムSEED DESTINY』では描かれなかったアジア圏における戦いを、傭兵部隊「サーペントテール」の叢雲劾と、ゲリラの少年トロヤ・ノワレを主人公として描く。
コミックパートではストーリーを、フォトストーリーでは各登場人物の戦いを描く。模型作例・設定資料もまとめた総集編が全2巻のムックとして発売。またコミックパートだけを纏めた「スペシャルエディション」の全1巻が発売されている。

## 物語
戦略的重要性の低いアジア大陸中央部。傭兵部隊「サーペントテール」は地域の安定化を目指す連合に雇われ、連合と敵対するザフト、そして地域を守ろうとするゲリラとの三つ巴の戦いを繰り広げていた。
戦いの転機
ザフトには民間軍事会社から派遣された指揮官レオンズが赴任。レオンズはゲリラを利用し連合を罠にかけるが、劾は新たな機体「ブルーフレームサード」の圧倒的な性能によって窮地を脱出する。これまで劾は戦いが激化しないよう、敢えてザフトを圧倒しないよう戦闘を行っていたが、新機体を見られたことでザフトの増援が予想された。それに対抗し、協力企業であるフジヤマ社からルカスとジストが連合へと派遣されてきた。
彼らは道中でザフトの一部隊を殲滅。それを目撃したゲリラのトロヤは、第4のアストレイ「グリーンフレーム」に搭乗し、単身連合の基地へ乗り込み、戦いの激化の要因として傭兵の解雇を要求、トロヤと劾の戦いが始まった。最初こそはグリーンフレームの改良されたOSのおかげで劾の攻撃を避けていたがトロヤだったが、最後は劾の技量の前に敗れ、拘束された。
バリーの死
その頃、ゲリラの本拠地が壊滅した。そこで暴れていたのは、危険人物として恐れられる傭兵・スーだった。トロヤの師匠であるバリーが作業用MSで応戦していたが、間もなくMSは大破。生身での格闘戦に持ち込むも、バリーの格闘術を瞬く間に習得したスーによって殺害されてしまう。
スーは続けて独断で連合の基地を襲撃。ルカスとジストが応戦するが、2人の攻撃を凌ぎきるほどの強さにルカスは興味を抱き、敢えて逃亡させた。一方拘束を解かれたトロヤは、バリーの「戦いには決意と責任が必要」という言葉を思い出し、独断で行動し本拠地壊滅の原因を作った自分にはそれが無かったことを痛感していた。亡骸を埋葬後、村を守るためには何が必要かと考え、トロヤはザフトとの和解を決意した。
第四軍の結成
和解の申し込みに戸惑レオンズ。しかし、意外にもこの動きは広がりを見せ、ザフトと連合の間でも和解協議が進められることとなった。会談場所へ向かう途中ルカス達の元へ、再びスーが奇襲を仕掛けてきた。スーはすぐに撤退するが、この時ルカスは密かにスーにコンタクトを取っていた。そして会談場所へ到着するが、ルカスはスーに襲われたことを理由にザフトを攻撃、交渉は決裂してしまう。一方、連合の基地に搬入されていた新型MS「ライゴウ」がスーによって奪取されていた。そしてスーが向かったのはルカスの元。ルカスは連合を裏切り、スーと結託して「第四軍」を結成、アジア圏の戦いは混乱を極めることとなった。
初めから裏切るつもりだったルカスは、脱走兵等を集め既に戦力を整えていた。その第四軍の戦力によって、ザフト基地が一つ占領された。連合の基地やゲリラの村が襲撃されることが予想され、各陣営は第四軍を倒すため、共闘することを決意した。
トロヤとスー、劾とルカスの決闘
そして予想通り、ゲリラの村に第四軍が進軍してきた。トロヤの前には師匠のバリーを殺したスーが立ちふさがる。その驚異的な力に押され、武器を破壊され不利な状況に陥るも、バリーから教えられた格闘術をMSでやってのけ、逆転勝利を収めた。村を攻めきれなかったルカスは占領したザフト基地へと引き返すが、元居た基地に詳しかったレオンズよる破壊工作と、劾の圧倒的な力によって壊滅していた。逃げ場をなくしたルカスは劾に戦いを挑みんでくる。戦いの中でしか生きられず、しかし他人に利用されることを嫌ったルカスは劾に問いかける、なぜ他人の為に戦う退屈な傭兵の道を選んだのかと。しかし劾は毅然と答えた、傭兵とは力なき者の剣となる者なのだと。同時にライゴウのコックピットをブルーフレームの一撃が貫いた。
戦いは終わった。依然としてザフトと連合は駐留していたが、もはや無益な戦いは無くなり、ゲリラの村にも平和が戻った。そして劾達サーペントテールは、ミッションを終え去っていった。

## 登場人物

### ゲリラ
トロヤ・ノワレ
主人公。バリーに師事するゲリラの少年。「密林のファイヤーボール」とも呼ばれる熱血漢。自身の無鉄砲さが原因で村への襲撃を許してしまうが、後に自分を見つめ直し、大きく成長する。搭乗機はアストレイ グリーンフレーム。
バリー・ホー
「拳神」の二つ名を持つ元オーブ軍エースパイロット。現在はトロヤ達ゲリラに協力している。村を襲撃してきたザフトの傭兵スーに破れ、死亡する。乗機はシビリアンアストレイJGカスタム。

### サーペントテール
連合に雇われた傭兵部隊。これまでは連合軍等の制服を改造したものを着用していたが、今作ではデザインが一新された。
叢雲劾
主人公。サーペントテールのリーダーで、卓越した技量を持つ。搭乗機はジャングルでの戦闘を想定し改修されたアストレイ ブルーフレームサード。
イライジャ・キール
「英雄殺し」と呼ばれるエースパイロット。美形であることからザフトのルドルフに対抗意識を持たれている。
ロレッタ・アジャー
シングルマザー。終盤、得意の爆破工作で活躍する。
風花・アジャー
ロレッタの娘。幼いながらもサーペントテールの一員として働く。
リード・ウェラー
各方面にコネを持つ元連合軍人。

### 連合
ルカス・オドネル
元は「猛獣」の二つ名で呼ばれたザフトのエースだが、戦争への興味を無くし、軍を抜けるためわざと連合の捕虜となり、以降フジヤマ社の預り兵となる。増援として送られてくるが、東アジアを支配するため、ザフトのスーや脱走兵等を集めた「第四軍」を創り、反乱を起こす。乗機はストライクE、後に脱走の際に奪取したライゴウガンダムに乗る。
ジスト・エルウェス
「混沌の申し子」とも呼ばれるコーディネイターとナチュラルのハーフ。搭乗機は真紅のシグー。ルカスと共に行動しており第四軍にも加わるが、後に自分も利用されているだけだと知る。
スリー・ソキウス
司令官。ナチュラルへの服従遺伝子を組み込まれたコーディネイター「ソキウス」の一人。

### ザフト
レオンズ・グレイブス
卓越した指揮能力を高く評価され、増援として送られてきたナチュラルの傭兵。「ウォーサーフ」の異名で呼ばれており、戦争はビジネスであると割り切っている。搭乗機はアームズアストレイPMCカスタム。
ルドルフ・ヴィトゲンシュタイン
自称「華麗なる英雄（略して麗雄）」。エースだと思っているが、実際の能力は平凡。資産家の家系。装飾を施したゴールドのグフイグナイテッドに乗る。終盤、意外にも活躍する。
アレック・ラッド
正々堂々とした戦いを好むことから「ミスター・ジェントル」の異名で呼ばれるエース。搭乗機は純白のケルベロスバクゥハウンド。
スー
レオンズと同じ傭兵で、「沈黙の仮面」の異名を持つ仮面の男。敵味方関係なく殺戮する危険人物。戦いを楽しみたいがため、ルカスの誘いに乗り第四軍に加わる。乗機はケルベロスザクウォーリア。

## 登場兵器
- ゲリラ
  - MBF-P04 アストレイ グリーンフレーム
- サーペントテール
  - MBF-P03 third アストレイ ブルーフレームサード
- 地球連合軍
  - CAT1-XG1/12 ハイペリオンG
  - GAT-X105E ルカス専用ストライクE
  - ZGMF-515 ジスト専用シグー
    - ZGMF-515AS ジスト専用シグーアサルト

  - GAT-FJ108 ライゴウガンダム
- ザフト軍
  - ZGMF-515AS シグーアサルト
  - ZGMF-2000 ルドルフ専用グフイグナイテッド
  - TMF/A-802W2 アレック専用ケルベロスバクゥハウンド
  - TMF/A-802W2 アレック専用ブレイズバクゥハウンド
  - UT-1D レオンズ専用シビリアンアストレイDSSDカスタム
    - PMC-1L レオンズ専用アームズアストレイPMCカスタム

  - ZGMF-1000 スー専用ケルベロスザクウォーリア
- ジャンク屋
  - MBF-P02 アストレイ レッドフレーム

## スタッフ
- 原作 - 矢立肇、富野由悠季
- SEED　DESTINYキャラクターデザイン - 平井久司
- ASTRAYキャラクターデザイン - 植田洋一、川口理恵
- SEED DESTINY、STARGAZER、ASTRAY - メカニックデザイン - 大河原邦男、山根公利、BEE CRAFT、藤岡建機、阿久津潤一（ビークラフト）、町田能彦
- 設定・企画協力 - 森田繁（スタジオぬえ）
- 設定協力 - 吉野弘幸
- マークデザイン - 神宮司訓之
- タイトルロゴデザイン - 海野大輔
- 制作 - サンライズ
- 作画 - ときた洸一
- シナリオ - 千葉智宏

## 書籍
- ムック
  1. ISBN 978-4048670258
  2. ISBN 978-4048674843
- コミック
  - ISBN 978-4048676298